# Sông Châu Đốc
Sông Châu Đốc là một con sông thuộc tỉnh An Giang, Việt Nam.
Sông Châu Đốc bắt nguồn từ tỉnh Takéo (Campuchia), chảy vào lãnh thổ Việt Nam tại ấp Bắc Đai, xã Nhơn Hội, huyện An Phú, tỉnh An Giang. Từ đây sông chảy theo hướng Tây Bắc - Đông Nam, qua xã Phú Hội, thị trấn An Phú, xã Vĩnh Hội Đông, thị trấn Đa Phước thuộc huyện An Phú và đổ ra sông Hậu tại bờ Đông thành phố Châu Đốc. Đây cũng là nơi bắt đầu của kênh Vĩnh Tế, đi theo hướng Tây Nam đổ ra vịnh Thái Lan.
Sông Châu Đốc có chiều dài khoảng 15 km, là đường thủy thuận lợi giữa tỉnh An Giang và tỉnh Takeo (Campuchia).
Trên địa phận Việt Nam có các cầu bắc ngang sông Châu Đốc là cầu Bắc Đai ( xã Nhơn Hội), cầu Phú Hội và cầu Cồn Tiên (nối thành phố Châu Đốc với huyện An Phú).

## Lịch sử
Sách Gia Định Thành Thông Chí (1820), quyển chép về Sơn Xuyên Chí (chép về núi sông) có mục viết về sông Châu Đốc ở trấn Vĩnh Thanh như sau:
Châu Đốc Giang

Phiên âm:
Châu Đốc Giang tại Hậu Giang thượng lưu chi tây quảng thất thập tầm thâm cửu tầm
Cự trấn tây tam bách nhị thập thất lý
Châu Giang Thủ tại Hậu Giang đông ngạn
Châu Đốc Đồn tại Châu Đốc Giang tây ngạn
Cao Miên Quốc Mật Luật Phủ thủ sở tại Châu Đốc Giang đông ngạn thị vi Vĩnh Thanh Trấn dữ Cao Miên quan đầu giới địa
Bắc nhị thập ngũ lý giang chi tây hữu Phong Cần Thăng Giang tây hành lục thập bát lý kinh Cao Miên cựu kinh lộ chí Ca Âm Náo Khẩu duy vũ tiết khả hành hạn tắc nê đồ can tắc đa bài cốc thảo mãng sinh yên
Thập lý giang chi tây hữu Cam La Ngư Giang nhập cùng trạch
Tam lý giang chi đông hữu Lăng Lý Kinh tục Tắt Trút lạo thủy khả hành đạt Bình Thiên Đãng xuất Hậu Giang
Thập lý vi Lò Khu Ngư Giang bi trạch tản mạn nhi cùng hĩ

Châu Đốc khẩu ngoại tòng Hậu Giang đại lưu nam hạ giang quảng tam bách tầm thâm thập tầm triều tịch chí chỉ lục lý bán chí Tham Lung Giang giang tại đông ngạn quảng lục tầm thâm thập xích cùng lạo